# San Giovanni di Sinis
San Giovanni di Sinis è una frazione di Cabras. Si trova in Sardegna, nella parte meridionale della penisola del Sinis, lungo la strada che conduce all'antica città di Tharros e più a sud a capo San Marco.

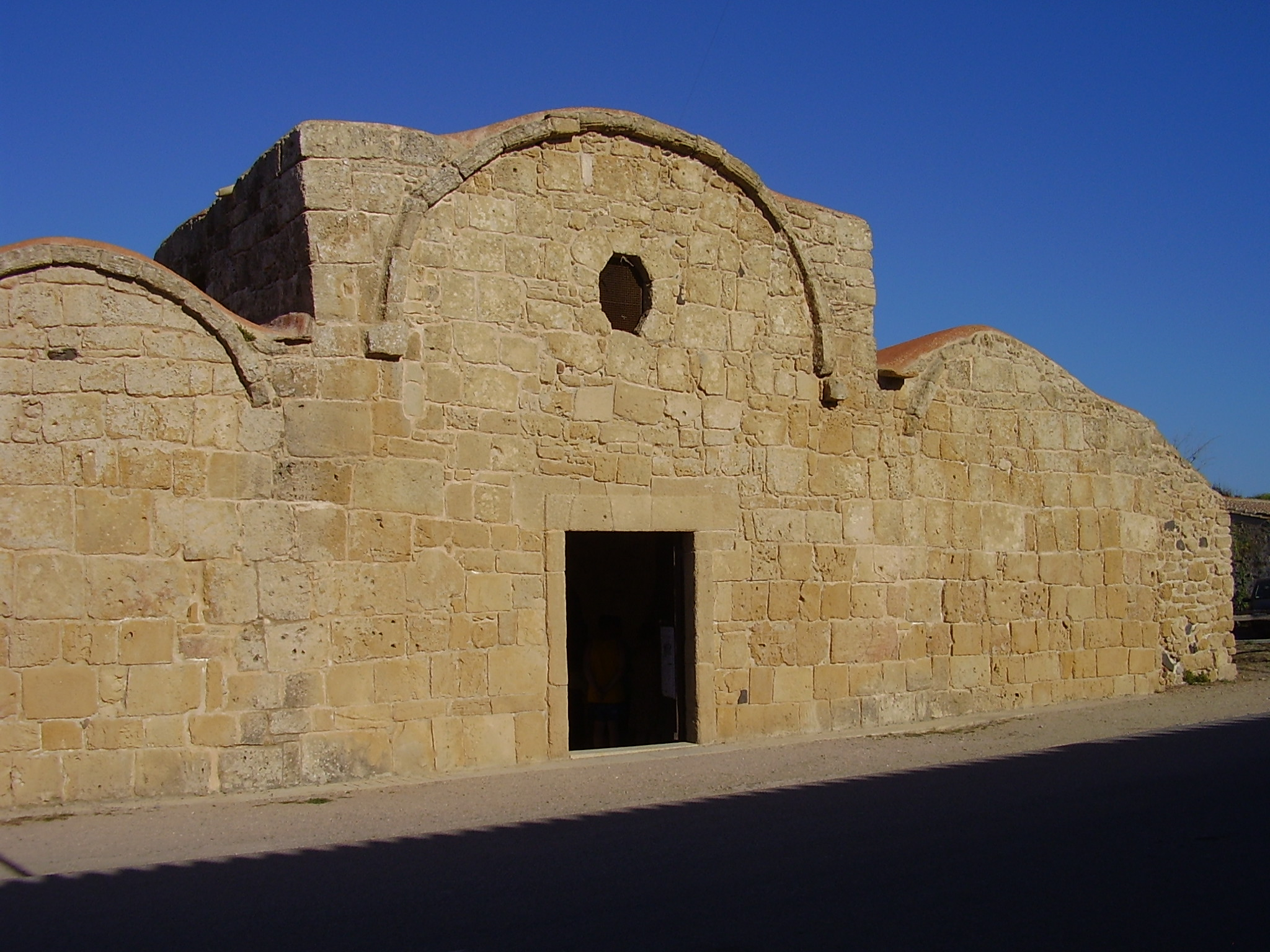
La chiesa di San Giovanni di Sinis

San Giovanni di Sinis è stato per lungo tempo un piccolo borgo di pescatori, solo recentemente, grazie all'impulso turistico della zona, ha avuto un certo sviluppo nell'edilizia.
Dal punto di vista turistico i luoghi di interesse sono la chiesa paleocristiana di San Giovanni in Sinis e la spiaggia che si estende per circa 2 km fra Funtana Meiga e Tharros.